# Don't Answer Me
"Don't Answer Me" is een nummer van de Britse band The Alan Parsons Project. Het nummer verscheen op hun zevende studioalbum Ammonia Avenue uit 1984. In februari van dat jaar werd het nummer eerst in het Verenigd Koninkrijk en Ierland op single uitgebracht als de tweede single van het album. Op 1 maart volgde het Europese vasteland, de VS en Canada en op 26 maart Australië en Nieuw-Zeeland.

## Achtergrond
De plaat werd een hit in een deel van Europa, de Verenigde Staten, Canada en Oceanië.
In de VS werd de 15e positie bereikt in de Billboard Hot 100, in Canada de 22e, Australië de 43e, Nieuw-Zeeland de 30e, Frankrijk de 4e, Spanje en Duitsland de 7e, Zwitserland de 8e en in thuisland het Verenigd Koninkrijk een bescheiden 58e positie in de UK Singles Chart.
In Nederland was de plaat op donderdag 23 februari 1984 TROS Paradeplaat op de befaamde TROS donderdag op Hilversum 3. Tevens ging op deze dag het album Ammonia Avenue in het radioprogramma De LP en CD Show met Wim van Putten in première en werd mede hierdoor een grote hit in de destijds drie landelijke hitlijsten op de nationale publieke popzender. De plaat behaalde de hoogste notering met een 5e positie in de TROS Top 50. In de Nederlandse Top 40 werd de 7e positie behaald en in de Nationale Hitparade de 10e positie. In de Europese hitlijst op Hilversum 3, de TROS Europarade, bereikte de plaat de 8e positie.
In België bereikte de plaat de 8e positie in de voorloper van de Vlaamse Ultratop 50 en de 9e positie in de Vlaamse Radio 2 Top 30. In Wallonië werd géén notering behaald.
Sinds de allereerste editie in december 1999 staat de plaat onafgebroken genoteerd in de jaarlijkse NPO Radio 2 Top 2000 van de Nederlandse publieke radiozender NPO Radio 2, met als hoogste notering tot nu toe een 212e positie in 2002.

## Ontstaan nummer
"Don't Answer Me" is geschreven door bandleden Alan Parsons en Eric Woolfson en geproduceerd door Parsons. De band stond voornamelijk bekend om hun nummers die binnen de artrock en progressieve rock vielen, maar voor "Don't Answer Me" besloot Parsons om een nummer te schrijven in de stijl van Phil Spector en zijn Wall of Sound-techniek. Woolfson verzorgde de zang op het nummer en Mel Collins speelde een saxofoonsolo in.
"Don't Answer Me" werd de laatste grote hit voor de groep. Het nummer bereikte de vijftiende plaats in de Amerikaanse Billboard Hot 100 en was de laatste top 20-hit voor de band. In thuisland het Verenigd Koninkrijk kwam het nummer tot plaats 58, waardoor het de grootste hit van de band in hun thuisland is.

## Videoclip
De videoclip van "Don't Answer Me" is gemaakt in de stijl van een stripalbum. Het duurde 23 dagen om de clip te filmen en de totale kosten liepen op tot vijftigduizend dollar. De clip vertelt een verhaal uit de fictionele stripreeks The Adventures of Nick and Sugar en speelt zich af in de jaren '30 van de twintigste eeuw in Florida. Nick en Sugar waren ooit een koppel, maar Sugar is op een date met een andere man, Malone. Nick ziet dit gebeuren en drinkt een fles Johnnie Walker Red leeg. Vervolgens rijdt hij naar de drive-in, waar hij zijn verdriet deelt met een serveerster. Hier stopt de auto met Sugar en Malone naast hem. Sugar weigert een kus van Malone, die haar als reactie slaat. Nick trekt Malone uit zijn auto en begint een gevecht met hem. Malone lijkt te winnen, maar Nick geeft hem een laatste opstoot en slaat hem van de planeet in het oog van het mannetje in de maan. Nick en Sugar zijn weer verliefd op elkaar. Vervolgens is een afbeelding van de band te zien die het nummer speelt. Nick en Sugar rijden samen weg; Nick pauzeert even om Malone met zijn zakdoek weg te vegen uit het oog van het mannetje in de maan. De videoclip werd tijdens de eerste editie van de MTV Video Music Awards genomineerd in de categorie "Best Experimental Video", maar verloor van "Rockit" van Herbie Hancock. De clip werd destijds in Nederland uitgezonden door de popprogramma's AVRO's Toppop, Countdown van Veronica en Popformule van de TROS. Vanwege het stripkarakter van de clip was deze ook te zien in het televisiestripprogramma van de AVRO; Wordt Vervolgd.

## Hitnoteringen

### Nederlandse Top 40
| Hitnotering: 10-03-1984 t/m 05-05-1984 | Hitnotering: 10-03-1984 t/m 05-05-1984 | Hitnotering: 10-03-1984 t/m 05-05-1984 | Hitnotering: 10-03-1984 t/m 05-05-1984 | Hitnotering: 10-03-1984 t/m 05-05-1984 | Hitnotering: 10-03-1984 t/m 05-05-1984 | Hitnotering: 10-03-1984 t/m 05-05-1984 | Hitnotering: 10-03-1984 t/m 05-05-1984 | Hitnotering: 10-03-1984 t/m 05-05-1984 | Hitnotering: 10-03-1984 t/m 05-05-1984 | Hitnotering: 10-03-1984 t/m 05-05-1984 |
| Week                                   | 1                                      | 2                                      | 3                                      | 4                                      | 5                                      | 6                                      | 7                                      | 8                                      | 9                                      |                                        |
| -------------------------------------- | -------------------------------------- | -------------------------------------- | -------------------------------------- | -------------------------------------- | -------------------------------------- | -------------------------------------- | -------------------------------------- | -------------------------------------- | -------------------------------------- | -------------------------------------- |
| Positie                                | 25                                     | 18                                     | 11                                     | 8                                      | 7                                      | 8                                      | 13                                     | 20                                     | 36                                     | uit                                    |

### Nationale Hitparade
| Hitnotering: 10-03-1984 t/m 12-05-1984 | Hitnotering: 10-03-1984 t/m 12-05-1984 | Hitnotering: 10-03-1984 t/m 12-05-1984 | Hitnotering: 10-03-1984 t/m 12-05-1984 | Hitnotering: 10-03-1984 t/m 12-05-1984 | Hitnotering: 10-03-1984 t/m 12-05-1984 | Hitnotering: 10-03-1984 t/m 12-05-1984 | Hitnotering: 10-03-1984 t/m 12-05-1984 | Hitnotering: 10-03-1984 t/m 12-05-1984 | Hitnotering: 10-03-1984 t/m 12-05-1984 | Hitnotering: 10-03-1984 t/m 12-05-1984 | Hitnotering: 10-03-1984 t/m 12-05-1984 |
| Week                                   | 1                                      | 2                                      | 3                                      | 4                                      | 5                                      | 6                                      | 7                                      | 8                                      | 9                                      | 10                                     |                                        |
| -------------------------------------- | -------------------------------------- | -------------------------------------- | -------------------------------------- | -------------------------------------- | -------------------------------------- | -------------------------------------- | -------------------------------------- | -------------------------------------- | -------------------------------------- | -------------------------------------- | -------------------------------------- |
| Positie                                | 36                                     | 15                                     | 10                                     | 15                                     | 12                                     | 17                                     | 13                                     | 30                                     | 34                                     | 46                                     | uit                                    |

### TROS Top 50
Hitnotering: 08-03-1984 t/m 03-05-1984. Hoogste notering: #5 (1 week).

### TROS Europarade
Hitnotering: 07-04-1984 t/m 17-06-1984. Hoogste notering: #8 (1 week).   

### NPO Radio 2 Top 2000
| Nummer met noteringen in de NPO Radio 2 Top 2000 | '99 | '00 | '01 | '02 | '03 | '04 | '05 | '06 | '07 | '08 | '09 | '10 | '11 | '12 | '13  | '14  | '15  | '16  | '17  | '18  | '19  | '20  | '21  | '22  | '23  | '24  |
| ------------------------------------------------ | --- | --- | --- | --- | --- | --- | --- | --- | --- | --- | --- | --- | --- | --- | ---- | ---- | ---- | ---- | ---- | ---- | ---- | ---- | ---- | ---- | ---- | ---- |
| Don't Answer Me                                  | 403 | 379 | 237 | 212 | 366 | 467 | 416 | 518 | 401 | 416 | 770 | 637 | 823 | 981 | 1051 | 1167 | 1265 | 1308 | 1296 | 1457 | 1359 | 1519 | 1489 | 1681 | 1694 | 1613 |

1. ↑  Een vetgedrukt getal geeft de hoogste notering aan.